# Irina Kirichenko
Irina Ivánovna Kirichenko –en ruso, Ирина Ивановна Кириченко– (Járkov, 13 de junio de 1937-11 de marzo de 2020) fue una deportista soviética que compitió en ciclismo en la modalidad de pista, especialista en la prueba de velocidad individual.
Ganó siete medallas en el Campeonato Mundial de Ciclismo en Pista entre los años 1962 y 1969.

## Medallero internacional
| Campeonato Mundial | Campeonato Mundial        | Campeonato Mundial | Campeonato Mundial   |
| Año                | Lugar                     | Medalla            | Competición          |
| ------------------ | ------------------------- | ------------------ | -------------------- |
| 1962               | Milán ( Italia)           | Medalla de plata   | Velocidad individual |
| 1963               | Rocourt ( Bélgica)        | Medalla de plata   | Velocidad individual |
| 1964               | París ( Francia)          | Medalla de oro     | Velocidad individual |
| 1966               | Fráncfort ( RFA)          | Medalla de oro     | Velocidad individual |
| 1967               | Ámsterdam ( Países Bajos) | Medalla de plata   | Velocidad individual |
| 1968               | Montevideo ( Uruguay)     | Medalla de plata   | Velocidad individual |
| 1969               | Brno ( Checoslovaquia)    | Medalla de bronce  | Velocidad individual |